# Жижка, Томаш
Томаш Жижка (чеш. Tomas Žižka; род. 10 октября 1979, Штернберк (Оломоуцкий край), Чехия) — чешский хоккеист, защитник. Воспитанник школы хоккейного клуба «Злин». Стал одним из первых европейских легионеров в "Спартаке", вместе с Мартином Штрбой.

## Карьера
Воспитанник школы хоккейного клуба «Злин». Прошёл все этапы юниорского хоккея, вплоть до попадания в основной состав «Злина», в котором дебютировал в национальном первенстве Чехии, в сезоне 1997/1998 года.
На Драфте НХЛ 1998 года, в 6 раунде, под общим 163-м номером, был выбран «Лос-Анджелес Кингз».
В составе «Злина», играл до 2001 года, после чего уехал за океан где начал выступать в Американской хоккейной лиге, в составе фарм-луба «Лос-Анджелес Кингз» — «Манчестер Монаркс», а на следующий сезон дебютировал в НХЛ, в составе «Кингз».
За свою заокеанскую карьеру провёл: 177 матчей и заработал 92 очка по системе гол+пас (21+71) в АХЛ и 25 матчей в НХЛ, за которые заработал 8 очков (2+6).
В сезоне 2004/2005, на один год, подписал контракт с московским «Спартаком», в котором отыграл до октября месяца, проведя за это время 23 матча и отдал три результативных передачи, после чего покинул расположение "красно-белых" и отправился в пражскую «Славию», в которой выступал до 2011 года. За этот период, завоевал со «Славией», звание чемпиона чешской Экстралиги в сезоне 2007/2008, а также был признан лучшим защитником сезона и лучшим по показателю "+/-".
30 апреля 2011 года, перешёл в хоккейный клуб «Комета» из города Брно, в составе которого стал ассистентом капитана. В сезоне 2012/2013 года, стал лучшим забивным защитником чешской Экстралиги.
После окончания сезона 2013/2014, в котором помог «Комете» выйти в финал Экстралиги, вернулся в «Злин», клуб, в котором он начинал свою карьеру. 19 января 2011 года сыграл свой 1000-й матч в Экстралиге.

## Сборная Чехии
Выступал за молодёжную сборную Чехии, на молодёжном чемпионате мира в 1999 году.
Привлекался в национальную сборную Чехии на матчи Еврохоккейтура, с 2000-го по 2011-й год.

## Достижения
- Чемпион чешской Экстралиги 2008 в составе пражской «Славии».
- Серебряный призер Экстралиги 1999, 2006, 2009, 2012 и 2014.
- Бронзовый призер Экстралиги 2010.
- Лучший защитник Экстралиги 2008.
- Лучший хоккеист Экстралиги 2008 по показателю "+/-".
- Лучший забивной защитник Экстралиги 2012.
- Участник матча всех звёзд АХЛ 2003

## Статистика
Обновлено на конец сезона 2020/2021
- Экстралига — 1138 игр, 297 очков (93 шайбы + 204 передачи)
- АХЛ — 189 игр, 98 очков (22+76)
- НХЛ — 25 игр, 8 очков (2+6)
- Российская суперлига — 23 игр, 3 очка (0+3)
- Сборная Чехии — 22 игр, 7 очков (2+5)
- Лига чемпионов — 10 игр, 5 очков (1+4)
- Всего за карьеру — 1407 игр, 418 очков (120+298)